# Храм Сент-Джордж
Храм Сент-Джордж Юта (англ. St. George Utah Temple) — культовое сооружение Церкви Иисуса Христа Святых последних дней в Сент-Джордже, штат Юта.
Храм Сент-Джордж — третий храм, построенный мормонами, и первый на территории Юты после переселения мормонов-пионеров. Сегодня это старейшее непрерывно действующее культовое сооружение Святых последних дней..
Храм расположен в юго-западной части города Сент-Джордж. Площадь его помещений составляет около 13400 м², а высота достигает 53 м. Участок площадью 2,6 га вокруг включает дополнительные постройки, сады с фонтанами и пешеходными дорожками.
В 1871 году Бригам Янг, второй президент церкви, объявил о строительстве храма в Сент-Джордже, который был достроен в 1877 году по проекту Трумэна О. Энджелла из местного красного песчаника, добытого к северу от города. Янг умер через несколько месяцев, после окончания строительства. Храм в Сент-Джорже стал единственным достроенным культовым сооружением мормонов за его 29 лет руководства Церковью. Первый же заложенный Янгом ещё в 1847 году храм Солт-Лейк был достроен лишь через 16 лет после его смерти.
За свою историю храм пережил десять реконструкций, в том числе ремонт купола, вызванный ударом молнии. Последняя реконструкция проведена в 2019 году.
В 1977 году храм Сент-Джордж включён в Национальный реестр исторических мест США.

## Галерея

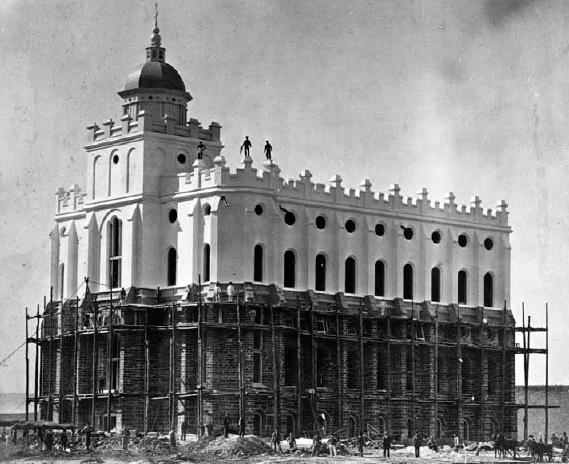
Храм в процессе строительства
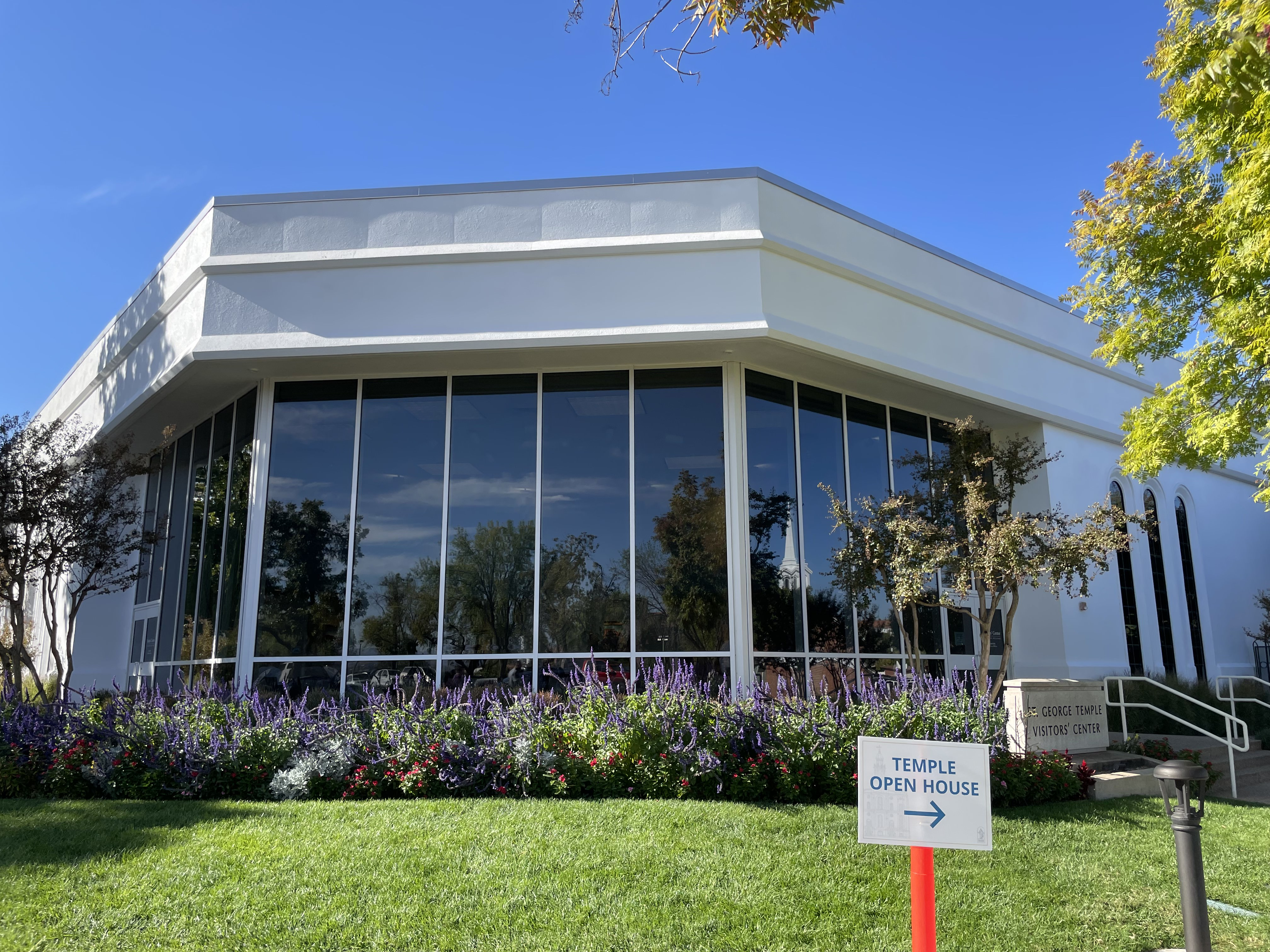
Центр для посетителей
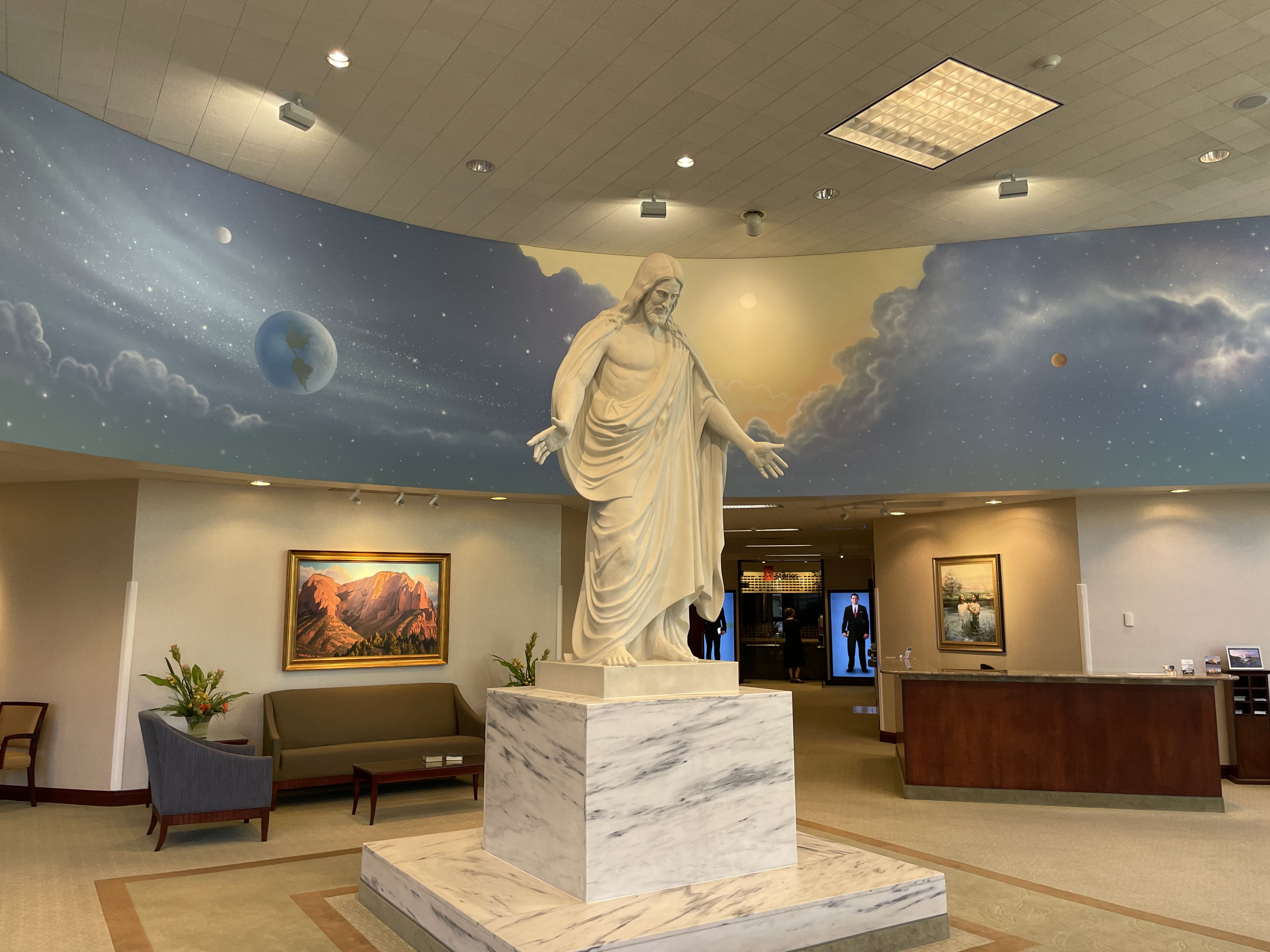
Интерьер
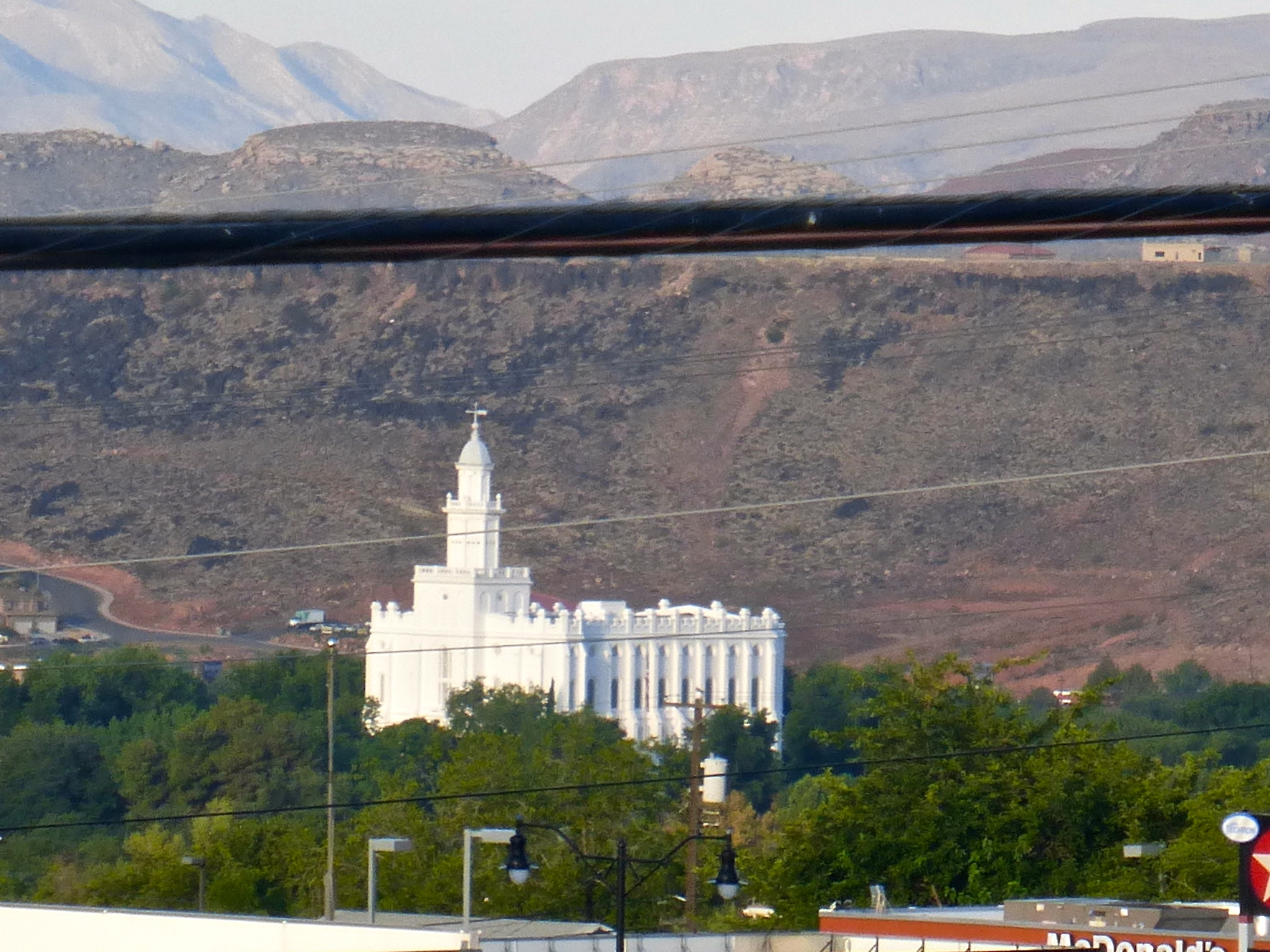
Вид издалека